# Mercedes-Benz W 176
| Sterne im Euro-NCAP-Crashtest (2012) |

Der Mercedes-Benz W 176 ist ein Fahrzeugmodell von Mercedes-Benz, das der Kompaktklasse zugeordnet und unter der Bezeichnung „A-Klasse“ verkauft wurde. Es wurde trotz der deutlich gestreckten Karosserie als „Nachfolger“ der Baureihe 169 auf dem 82. Genfer Auto-Salon im März 2012 vorgestellt. Die Markteinführung erfolgte europaweit am 15. September 2012, nachdem die Produktion am 16. Juli 2012 begonnen hatte. Das erste Modell wurde am 17. September 2012 ausgeliefert.
Die dritte Generation der A-Klasse wurde als fünftürige Steilheck-Limousine angeboten. Im Vergleich zum Vorgängermodell wurde die sandwichförmige Bodengruppe aufgegeben. Stattdessen baut der W 176 wie die B-Klasse auf der modularen Frontantriebsarchitektur (MFA) auf.

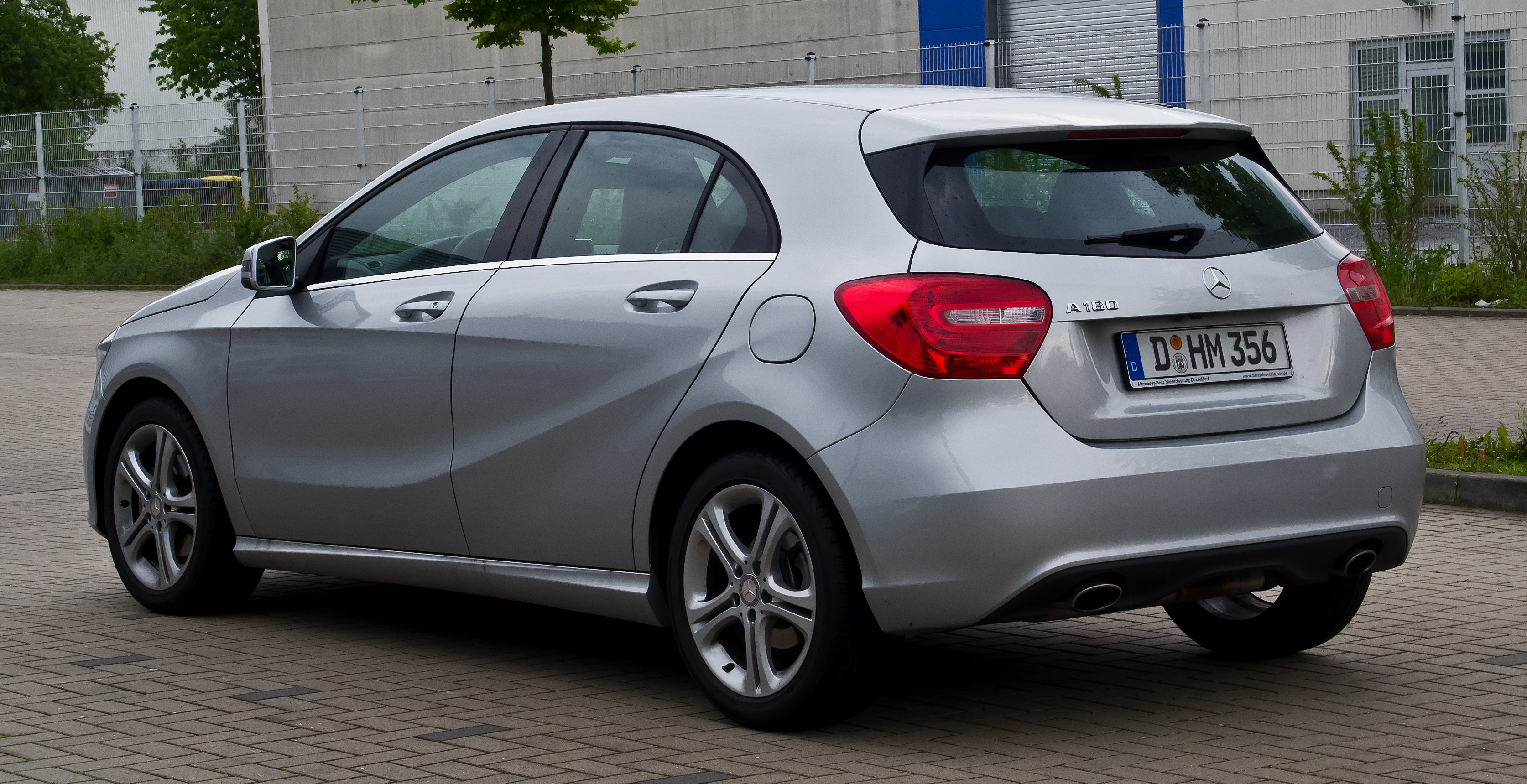
Heckansicht

Das Nachfolgemodell W 177 wurde am 2. Februar 2018 in Amsterdam präsentiert und kam im Mai 2018 zu den Händlern.

## Design
Im Vergleich zum hochbauenden Vorgänger ist der W 176 relativ flach. Der Kühlergrill mit dem großen, zentralen Mercedes-Stern und den Doppel-Lamellen orientiert sich an den Coupés und Roadstern des Herstellers. Mit einem cw-Wert von 0,26 setzte die A-Klasse einen neuen Bestwert in der Kompaktklasse.

## Ausstattung und Pakete

### Serienausstattung
Die A-Klasse verfügt in der Basisversion über ASR, ABS, BAS, ESP, ein 6-Gang-Schaltgetriebe mit Eco-Start-Stopp-Funktion und Schaltpunktanzeige sowie eine servounterstützte Parameterlenkung.
Die stärksten Modelle A 250 BlueEFFICIENCY und A 220 CDI BlueEFFICIENCY sind serienmäßig mit dem Siebengang-Doppelkupplungsgetriebe 7G-DCT ausgerüstet.
Bei den jeweils schwächeren Modellen A 180 und A 180 CDI kommen Stahlräder in der Dimension 195/65 R 15 mit Radzierblenden im 10-Loch-Design zum Einsatz, die Modelle A 200 und A 200 CDI rollen auf Stahlrädern in der Dimension 205/55 R 16 mit Radzierblenden im 10-Loch-Design. Die Topmodelle haben Räder im Format 225/45 R 17 mit Leichtmetallfelgen im 10-Speichen-Design.
Die A-Klasse ist zur Verbesserung der Sicherheit mit dem Kollisionswarnungssystem Collision Prevention Assist, mit dem Müdigkeitswarner Attention Assist und sieben Airbags ausgestattet.
Im Innenraum hat die A-Klasse ein dreispeichiges Multifunktionslenkrad, das sowohl in der Höhe als auch in der Weite verstellbar ist, sowie Dreipunkt-Sicherheitsgurte auf allen Plätzen und eine umklappbare Rückbank.
Ferner hat der W 176 serienmäßig Klimaanlage, wärmedämmendes Grundglas, vierfach elektrische Fensterheber und ein Radio Audio 5 USB, das einen Aux-in-Anschluss (in der Mittelkonsole) sowie USB-Anschluss hat. Außerdem besitzt das Basismodell beheizbare und elektrisch einstellbare Außenspiegel, eine Heizheckscheibe sowie Tagfahrlicht.

### Sonderausstattungen

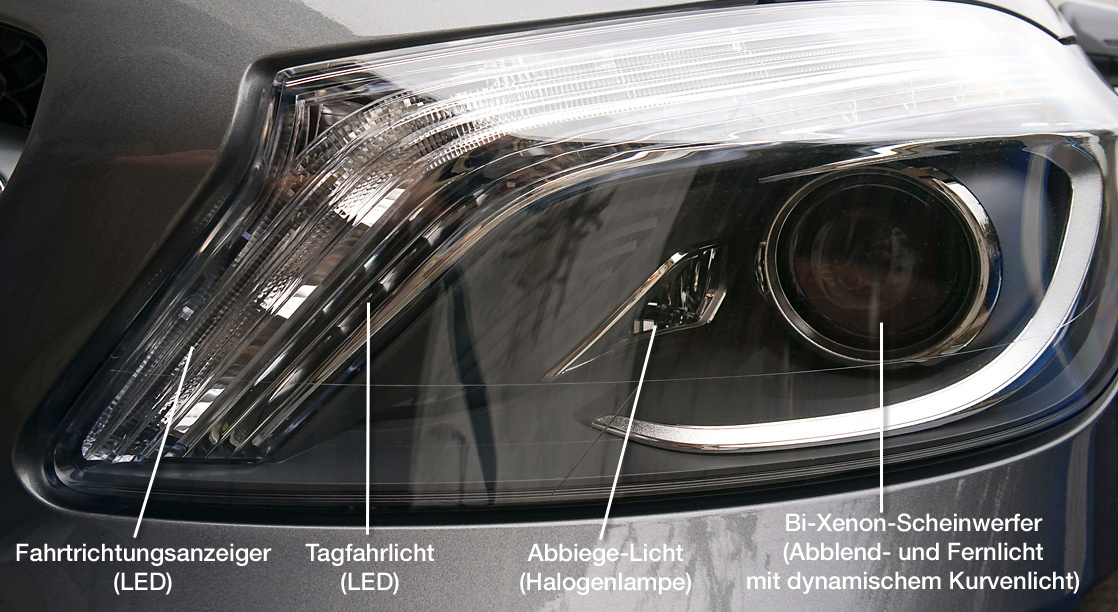
Intelligent Light System der A-Klasse (2012–2015)

Als Sonderausstattung standen unter anderem das Doppelkupplungsgetriebe 7G-DCT, ein Tempomat mit variabler Geschwindigkeitsbegrenzung Speedtronic mit Bremseingriff, Sitzheizung für Fahrer und Beifahrer, diverse Teil- sowie Vollleder-Sitze, ein Lederlenkrad, die 2-Zonen-Klimatisierungsautomatik Thermotronic, ab der B-Säule abgedunkelte Scheiben und ein Panorama-Schiebedach in der Preisliste. Weiterhin wurden Bi-Xenon-Scheinwerfer, das Intelligent Light System (bis 07/2015), Nebelscheinwerfer (nur bei serienmäßigen Reflexionsscheinwerfern oder Bi-Xenon-Scheinwerfern), das Radio Audio 20 CD mit CD/DVD-Player, dessen Wiedergabe über ein Farbdisplay auf der Mittelkonsole mit einer Diagonale von 14,7 Zentimetern erfolgt und das über eine Bluetooth-Schnittstelle mit Freisprechfunktion, einen Aux-in Anschluss (in der Mittelkonsole), eine Telefontastatur sowie sechs Lautsprecher verfügt, das integrierte Navigationssystem Becker Map Pilot, dessen Wiedergabe über das serienmäßige Display zwei-, teilweise sogar dreidimensional erfolgt, das in 3D wiedergebende Multimedia-System Comand Online, das die Sprachsteuerung Linguatronic enthält, das Surround-Soundsystem Harman Kardon Logic 7 mit zwölf Lautsprechern und einer Leistung von 500 Watt, Sidebags im Fond, das Insassenschutzsystem Pre-Safe, der Abstandsregeltempomat Distronic Plus, ein aktiver Park-Assistent inklusive Parktronic und eine Rückfahrkamera angeboten.

### Linien
Neben der Basis-Ausstattung wurden die Ausstattungslinien Style, Urban und AMG Sport/AMG Line angeboten. Daneben war das Modell A 250 Sport, das in Zusammenarbeit mit der Mercedes-AMG GmbH entwickelt worden ist, erhältlich.

#### Style
Im Vergleich zum Basismodell erhielten Modelle in der Linie Style einen Kühlergrill mit zwei Lamellen, die in Wagenfarbe lackiert sind und Chromeinlagen haben. Die Bordkantenzierstäbe sind in dieser Ausstattungslinie in Chrom gehalten. 10-Speichen-Leichtmetallfelgen in 16 Zoll gehören ebenso zum Serienumfang wie teilweise in Ledernachbildung gehaltene Integral-Sportsitze vorne. Außerdem sind an diversen Stellen Kontrastziernähte sowie Silberchrom angebracht.

#### Urban
Charakteristika der Ausstattungslinie Urban sind die zweiflutige Abgasanlage mit ovalen Edelstahl-Endrohrblenden, Bordkantenzierstäbe in Chrom, ein silberfarbener, mit Chrom bestückter Doppellamellen-Kühlergrill sowie 17-Zoll-Leichtmetallfelgen im Fünf-Doppelspeichen-Design. Im Interieur verfügt diese Linie über teilweise in Ledernachbildung gehaltene Integral-Sportsitze vorne, ein Multifunktions-Lederlenkrad sowie einen Lederschalthebel, ein geändertes Kombiinstrument mit silberfarbenen Rundinstrumenten und roten Zeigern. Außerdem sind an diversen Stellen Kontrastziernähte sowie Silberchrom angebracht.

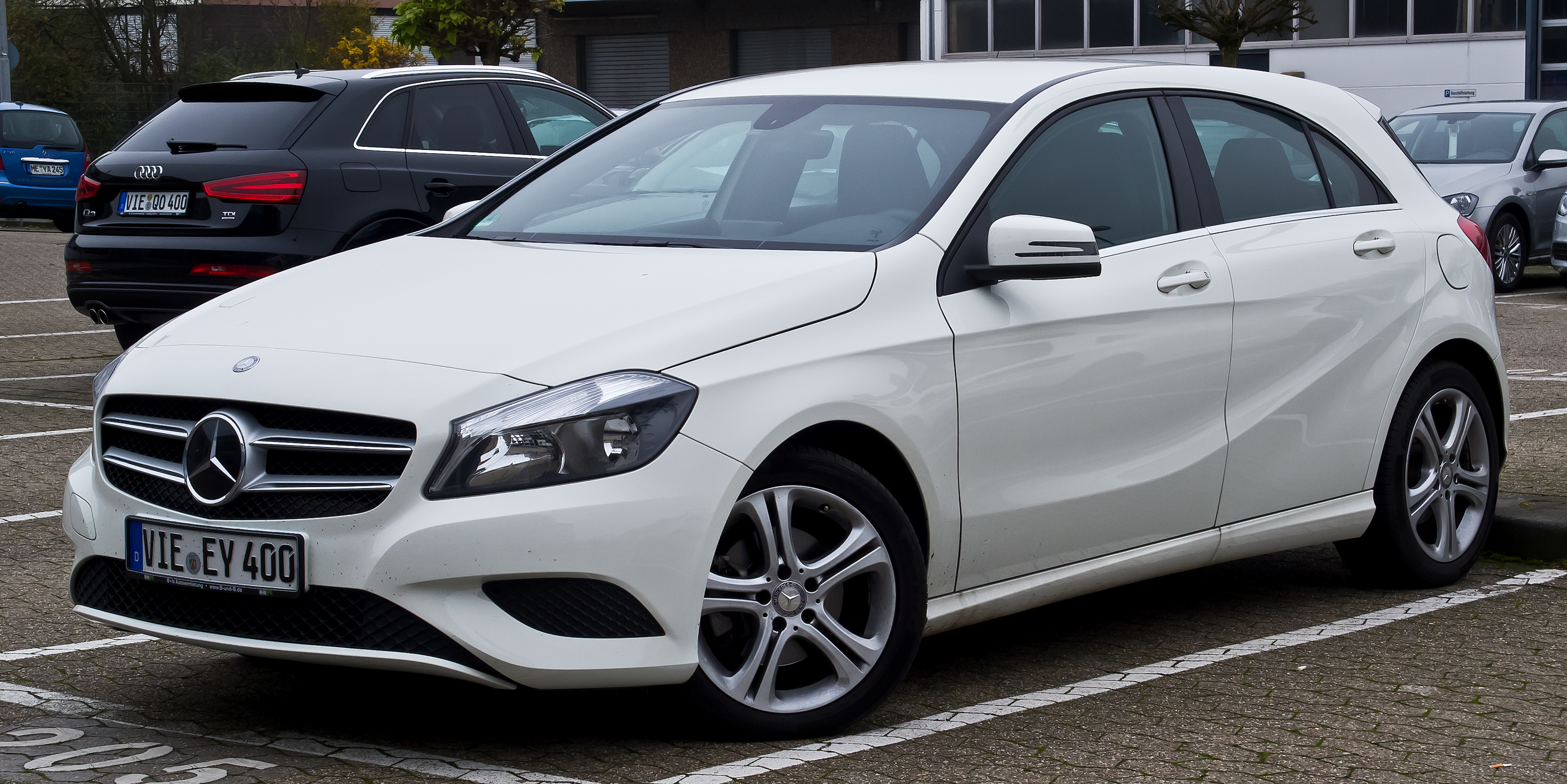
Mercedes-Benz A 180 Urban
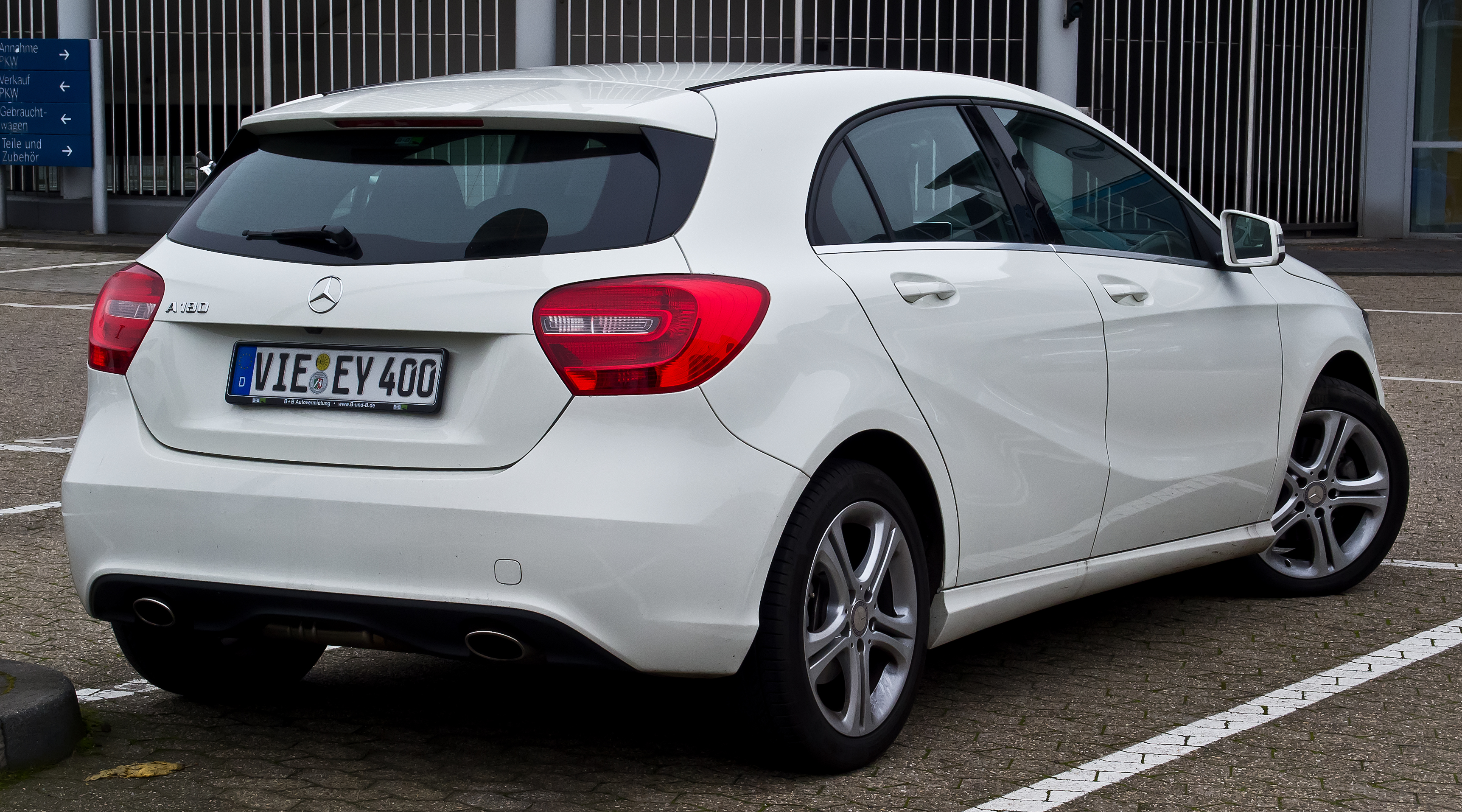
Heckansicht

#### AMG Sport/AMG Line
Die höchste Ausstattungslinie AMG Line, die bis Mai 2013 als AMG Sport bezeichnet wurde, ist durch AMG-Front-, Seiten- und Heckschürzen, 18 Zoll große AMG-Vielspeichen-Leichtmetallräder, einen silberfarbenen, mit Chrom bestückten Doppellamellen-Kühlergrill und eine zweiflutige Abgasanlage mit ovalen Edelstahl-Endrohrblenden gekennzeichnet. Außerdem wurde ein Sportfahrwerk mit tiefergelegter Karosserie und eine Direktlenkung eingebaut. Die Bremsscheiben sind gelocht, der Bordkantenzierstab ist in Chrom gehalten. Diese Linie hat teilweise mit Kunstleder bezogene Integral-Sportsitze vorne mit roten Kontrastziernähten, ein unten abgeflachtes, beledertes und mit roten Kontrastziernähten versehenes Multifunktions-Sportlenkrad. Auch der belederte Schalthebel ist mit einer roten Kontrastziernaht versehen. Das Armaturenbrett hat silberfarbene Rundinstrumente mit roten Zeigern. Schließlich enthält die Linie AMG Line eine Sportpedalanlage und an diversen Stellen rote Kontrastziernähte sowie Silberchrom.

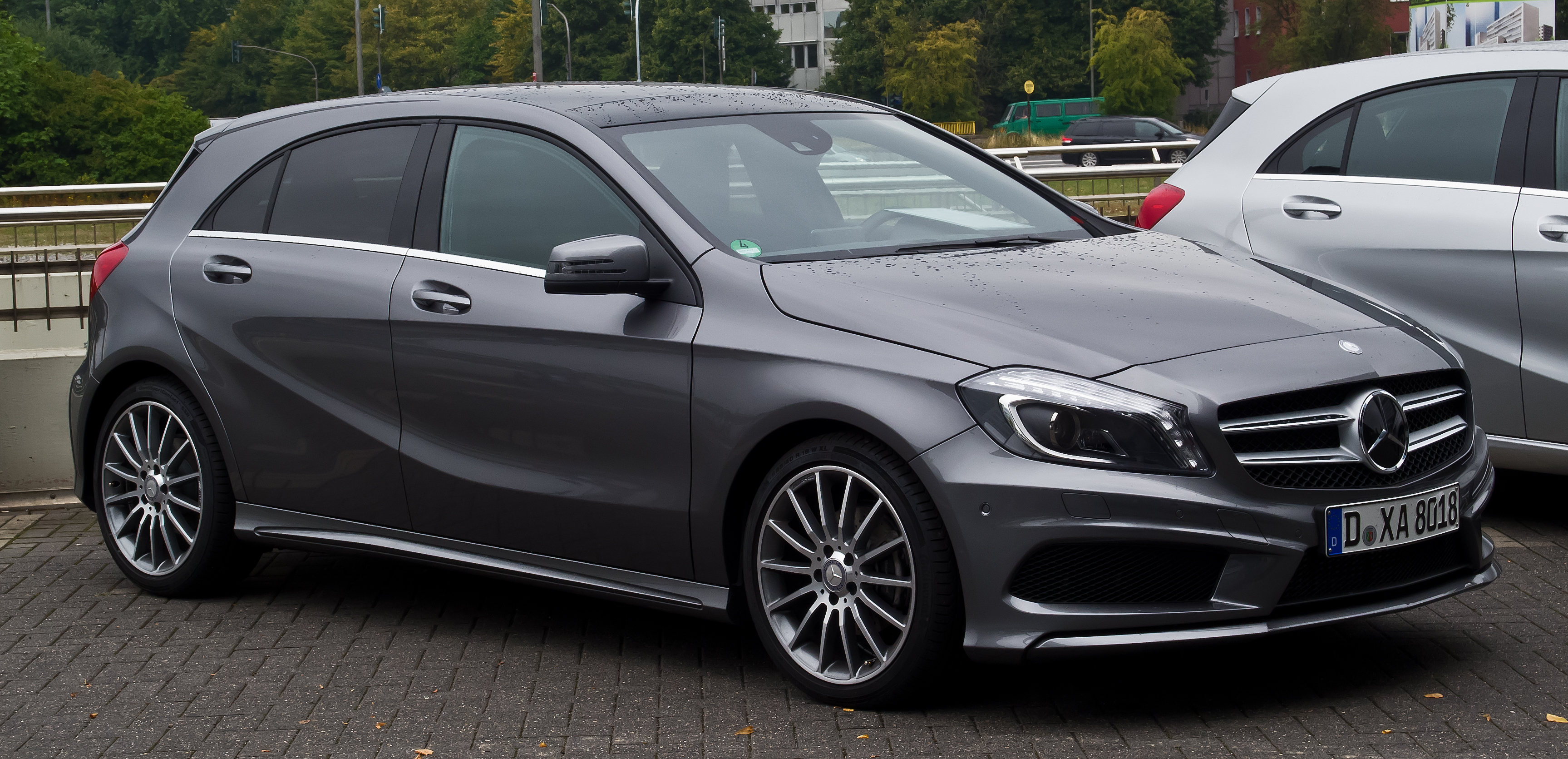
Mercedes-Benz A 180 CDI AMG Line
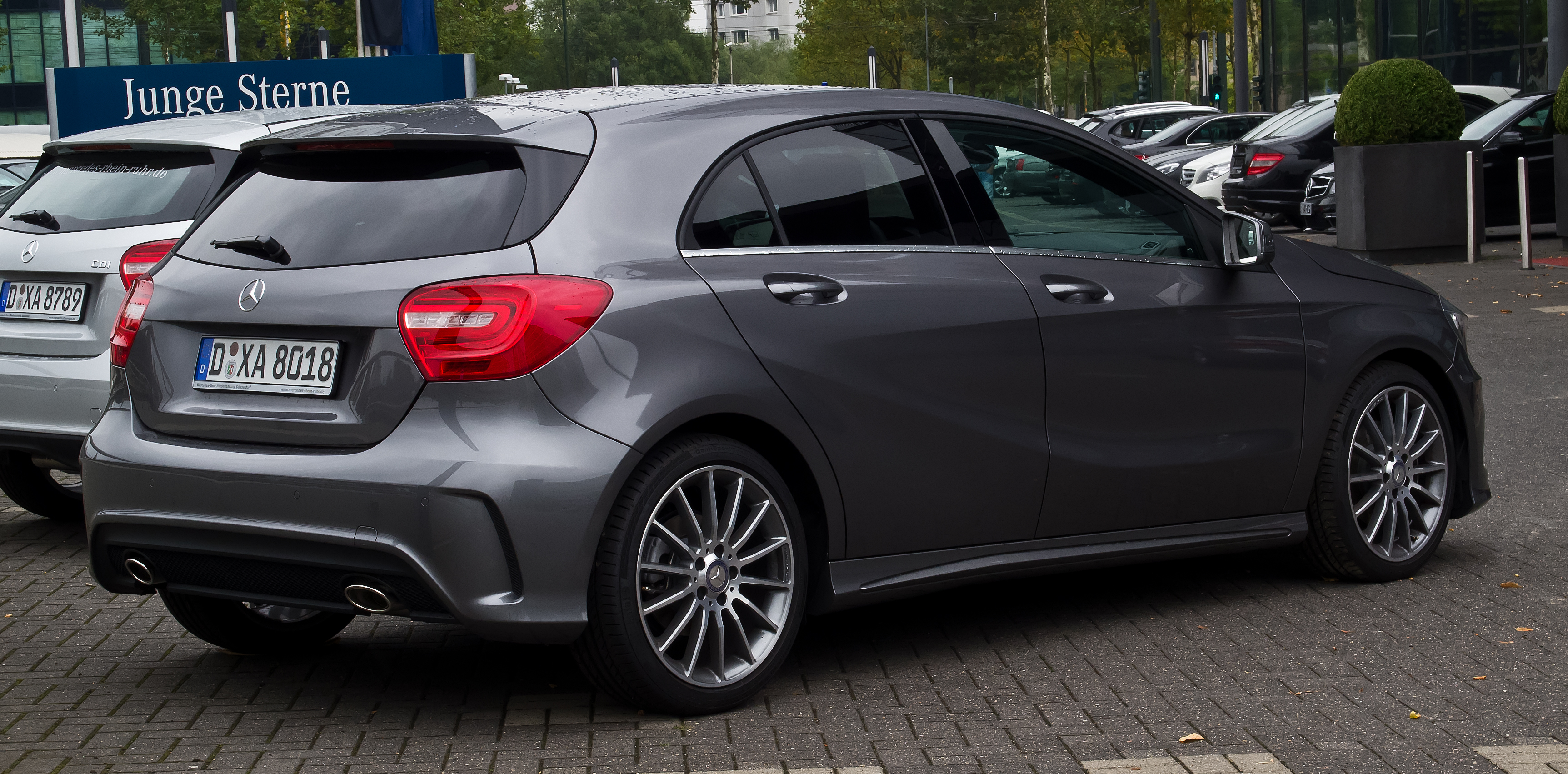
Heckansicht

#### Sport
Das Benziner-Topmodell, das von AMG selbst weiterentwickelt worden ist, war als spezielles Sportmodell A 250 Sport erhältlich.
Basierend auf der höchsten Ausstattungslinie AMG Sport offerieren diese Fahrzeuge einen speziellen Diamantgrill, der es aus der Studie in die Serie geschafft hatte und im Automobilbau ein Novum sowie eine Besonderheit darstellt. Ein weiteres Charakteristikum ist eine einzelne Lamelle in ebendiesem Grill. Gegenüber Fahrzeugen mit der Ausstattungslinie AMG Sport sind an den Sport-Modellen sowohl an der Front- als auch auf der Heckschürze rote Zierelemente angebracht. Außerdem verfügen die Scheinwerfer über rote Akzentringe. An beiden Achsen kommen rote Bremssättel zum Einsatz. Abschließend sind an den Kotflügeln dieser Modelle Sport-Plaketten angebracht. Auf technischer Seite wurden das Fahrwerk durch AMG ebenso wie die ESP-Abstimmung, die Abstimmung des 7G-DCT, des Motors sowie des Motorklanges in sportlicher Hinsicht weiterentwickelt.

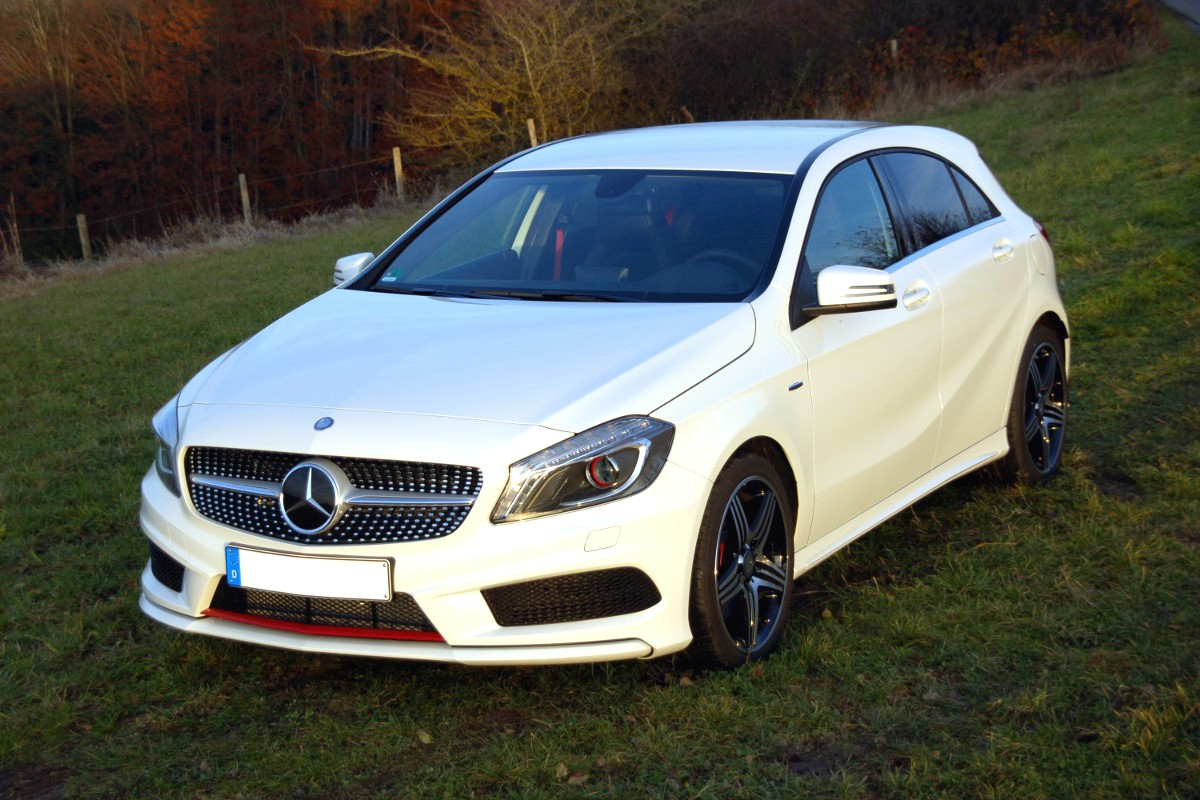
Mercedes-Benz A 250 Sport
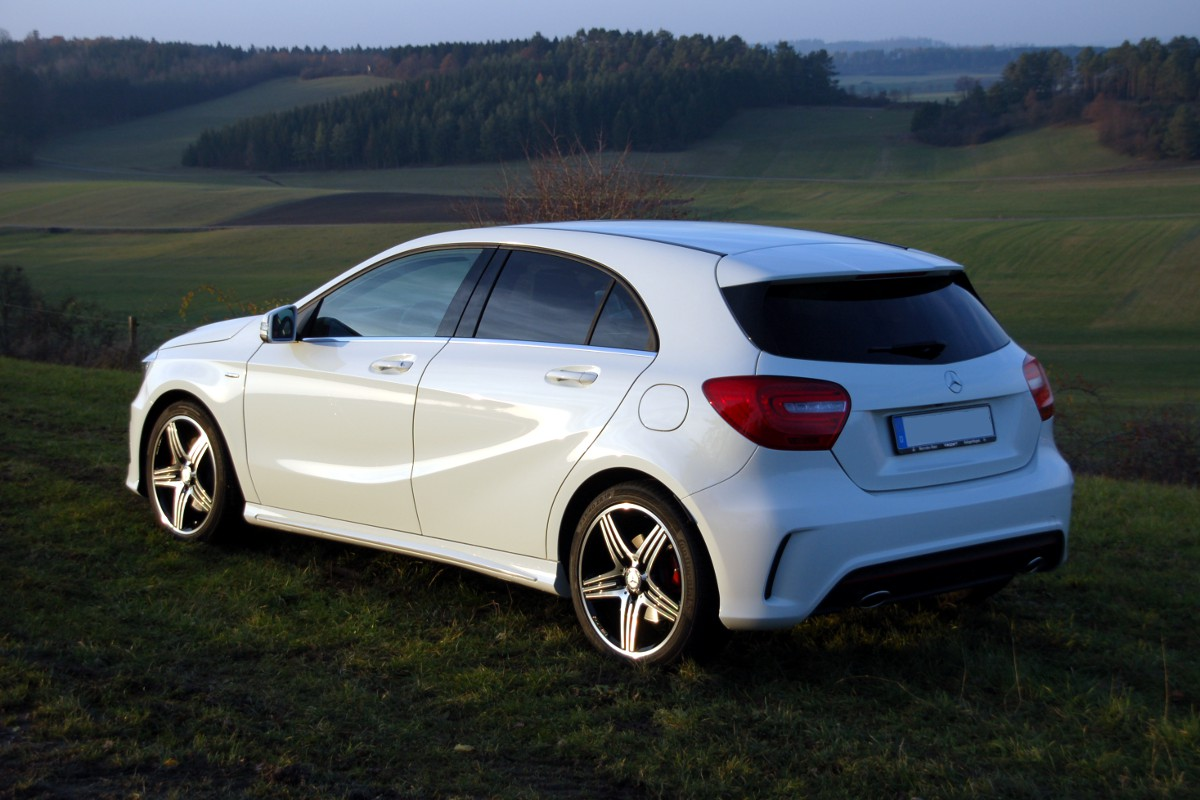
Heckansicht
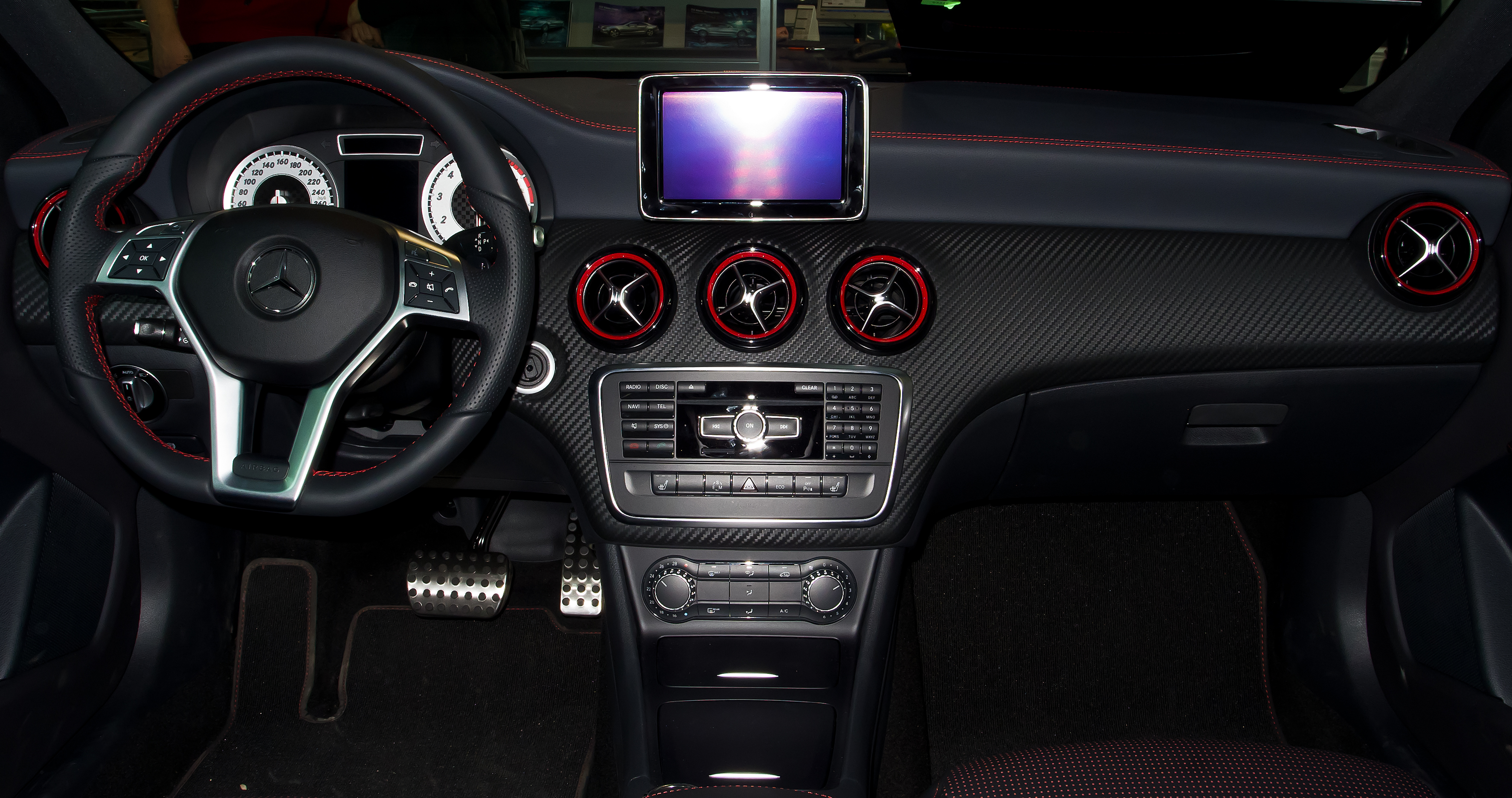
Innenraum

### Pakete & Sondermodell

#### Start-Paket
Zwischen Juni 2012 und Dezember 2012 wurde das Start-Paket, das oft georderte Sonderausstattungen bündelt, angeboten. So enthält dieses Paket Bi-Xenon-Scheinwerfer und das Radio Audio 20 CD mit Sechsfach-CD-Wechsler. Damit zusammenhängend gibt es ein 14,7-cm-Farbdisplay auf der Mittelkonsole, eine Bluetooth-Schnittstelle mit Musikabspiel- und Freisprechfunktion, einen Aux-in-Anschluss (in der Mittelkonsole), eine Telefontastatur sowie sechs Lautsprecher. Ebenfalls enthalten ist das Media Interface zum Anschluss von MP3-Playern wie dem Apple iPod beziehungsweise iPhone. Dunkel getöntes Glas für die hinteren Seitenscheiben sowie die Heckscheibe war im Rahmen des Start-Pakets ohne Aufpreis erhältlich.

#### Night-Paket
Fahrzeuge, die mit dem Night-Paket ausgestattet sind, verfügen über mattschwarz lackierte sowie glanzgedrehte, 18 Zoll große Leichtmetallfelgen im Fünf-Doppelspeichen-Design, einen schwarz glänzenden Kühlergrill mit Chromeinlagen und schwarz lackierte Außenspiegel. Außerdem sind die Scheiben ab der B-Säule dunkel getönt; die Bordkantenzierstäbe sind schwarz glänzend.

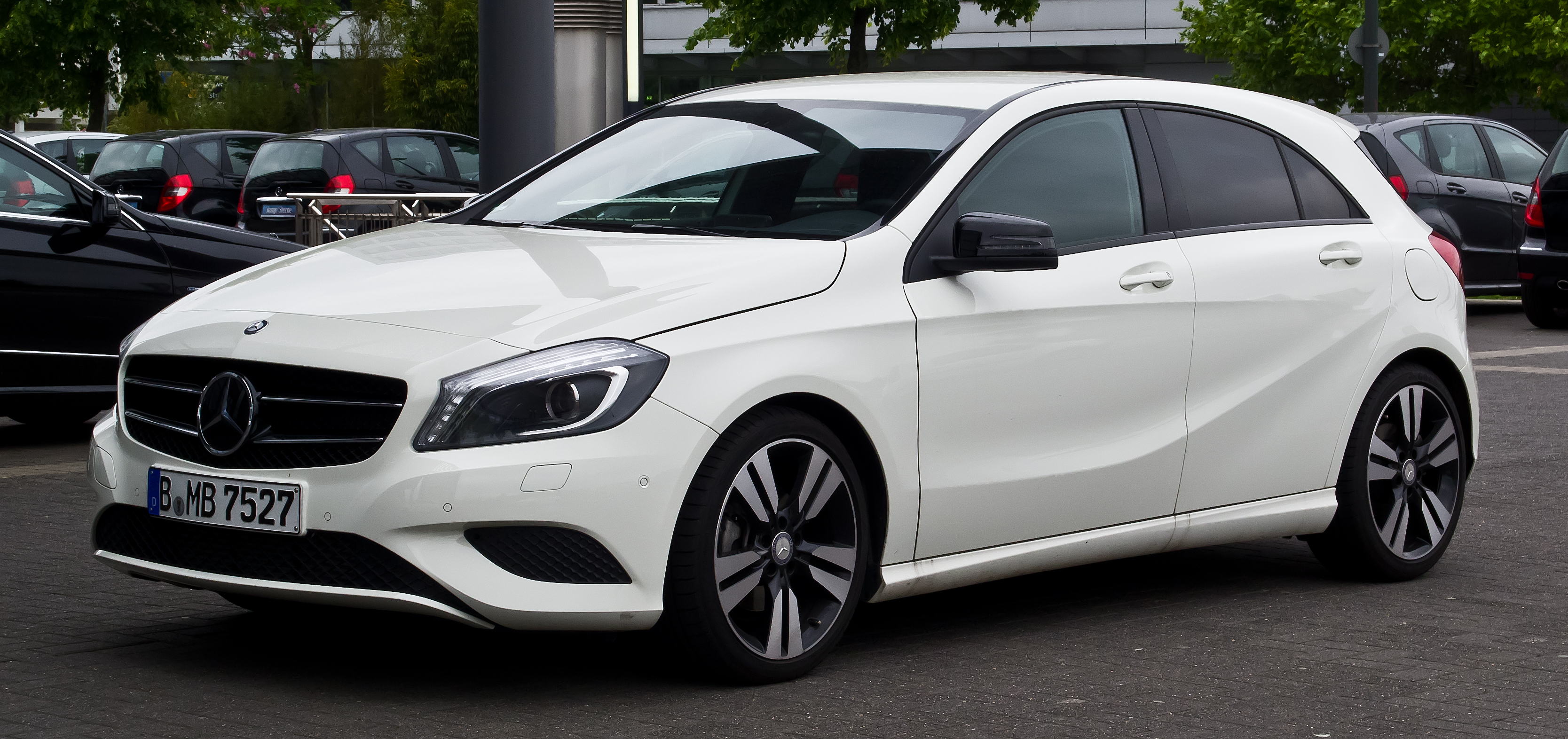
Mercedes-Benz A 200 Urban mit Night-Paket
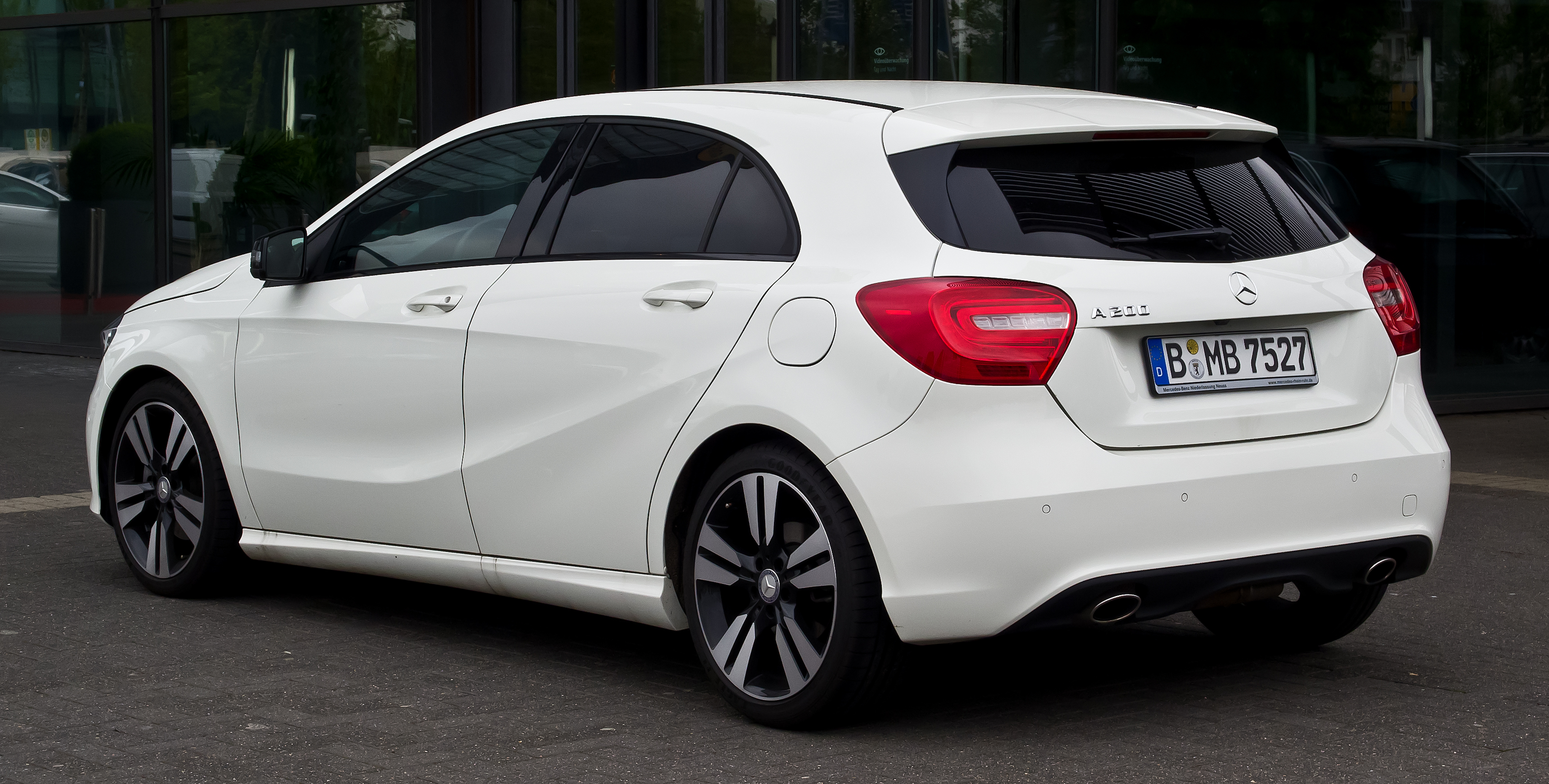
Heckansicht

#### Exklusiv-PaketundAMG Exklusiv-Paket
Das Exklusiv-Paket hebt sich durch serienmäßige Leder-Integral-Sportsitze sowie durch eine belederte Instrumententafel ab. Ein im Drei-Speichen-Design gehaltenes sowie beledertes Multifunktionslenkrad sowie diverse Ziernähte und Chromapplikationen gehören zu diesem Paket.
Außerdem zählen beheizbare Vordersitze und Fußmatten in Cord zur erweiterten Serienausstattung. Das Paket war nur in Verbindung mit dem Radio Audio 20 erhältlich. Für die Ausstattungslinie AMG Sport war ein erweitertes AMG Exklusiv-Paket mit Lederpolsterung schwarz „Red Cut“, Sitzheizung vorn, Sitzkomfortpaket, Fußmatten in Cord mit roten Ziernähten sowie einem Zierelement in Carbonoptik bestellbar.

#### Sondermodell2Style
Zwischen August und Dezember 2014 bot Mercedes-Benz für den A 180 und den A 180 CDI das Sondermodell 2Style, das auf der Linie Style aufbaut, an. Es beinhaltet serienmäßige Bi-Xenon-Scheinwerfer, 18 Zoll große Leichtmetallräder im 5-Doppelspeichen-Design, eine zweiflutige Abgasanlage mit verchromten Endrohrblenden, das Radio Audio 20 CD, ein Leder-Multifunktionslenkrad, ein mit Kunstleder versehenes Armaturenbrett, den aktiven Park-Assistenten Parktronic sowie eine Sitzheizung vorne.

## Änderungen während der Modelljahre
Zum Modelljahr 2014, das im Juni 2013 begann, gab es einige Änderungen. Zum einen entfiel bei allen Modellen die Bezeichnung BlueEFFICIENCY, stattdessen blieb sie den spritsparoptimierten Edition-Modellen vorbehalten. Die Ausstattungslinie AMG Sport wurde in AMG Line umbenannt. Die Metalliclackierung Canyonbeige wurde zur Produktionsumstellung im Juni durch das aus dem CLA bekannte Nordlichtviolett ersetzt. Fahrzeuge, die mit den Linien Style, Urban, AMG Line, dem Exklusiv-Paket oder der Distronic Plus ausgestattet waren, erhielten fortan ein farbiges Display im Kombiinstrument. Das Kollisionswarnungssystem Collision Prevention Assist arbeitete nun ab einer Geschwindigkeit von 7 km/h.
Während die Motorenpalette um das Topmodell A 45 AMG ergänzt wurde, kam der A 250 auch mit 4MATIC hinzu.

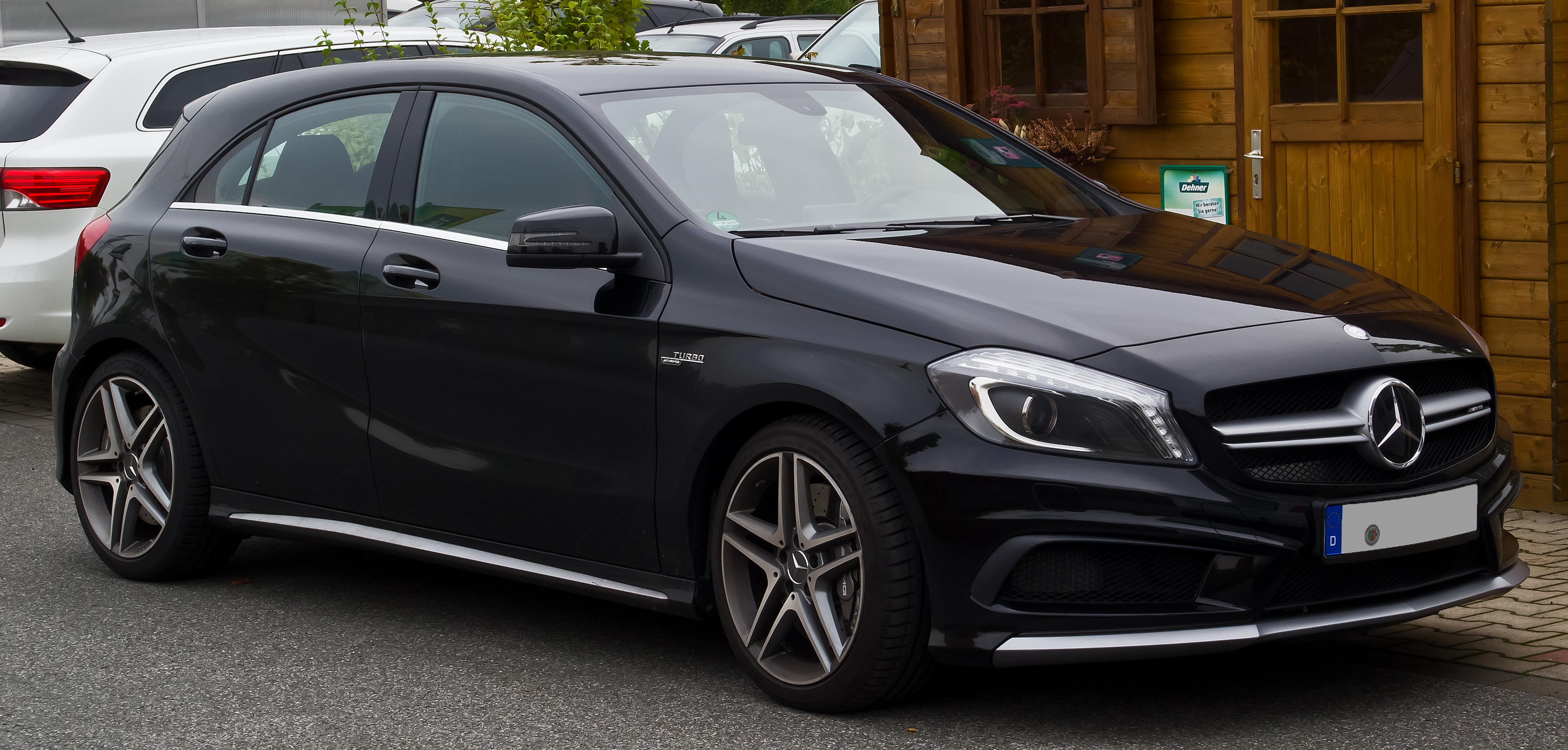
Mercedes-Benz A 45 AMG (2013–2015)
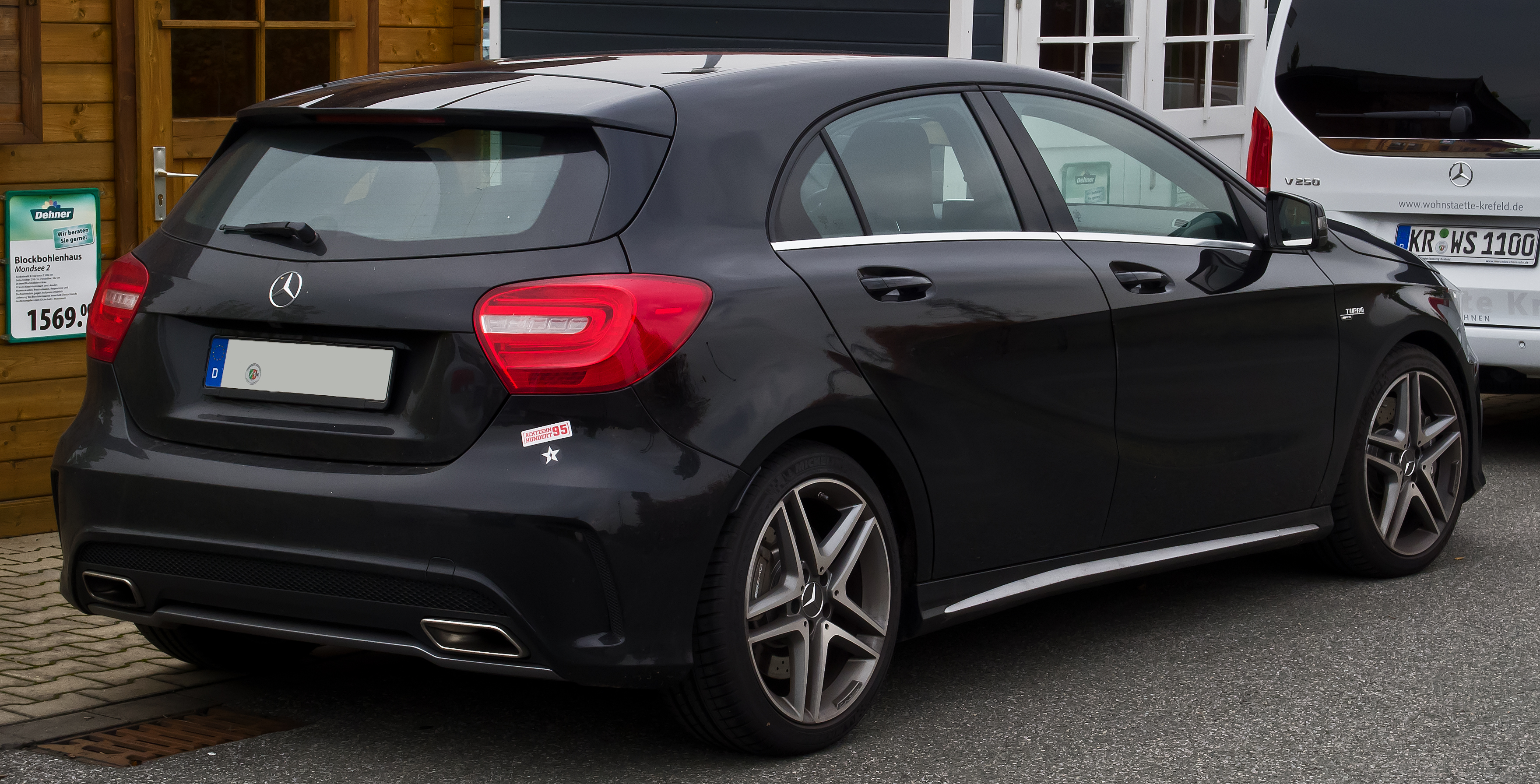
Heckansicht
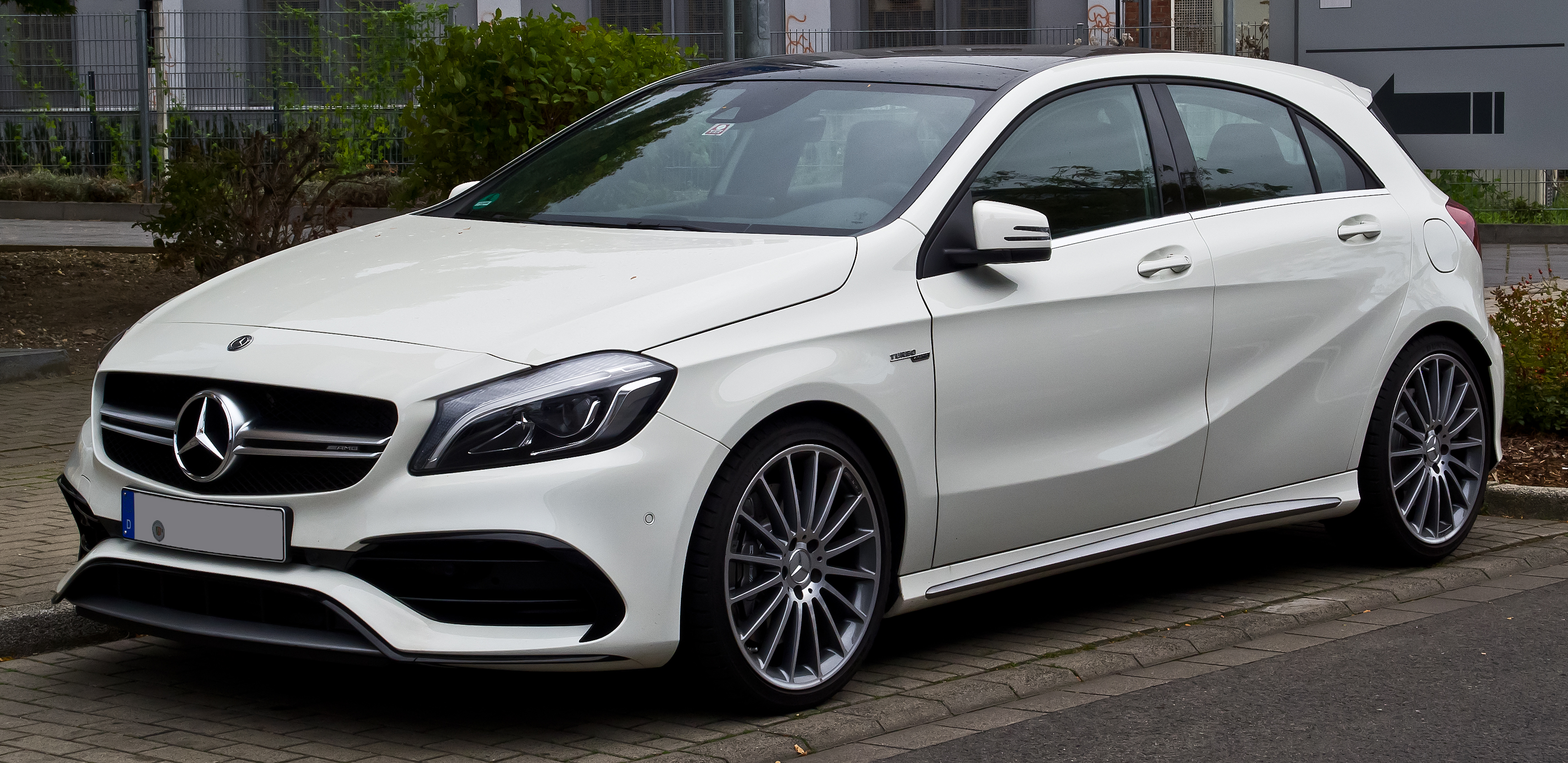
Mercedes-AMG A 45 4MATIC (2015–2018)
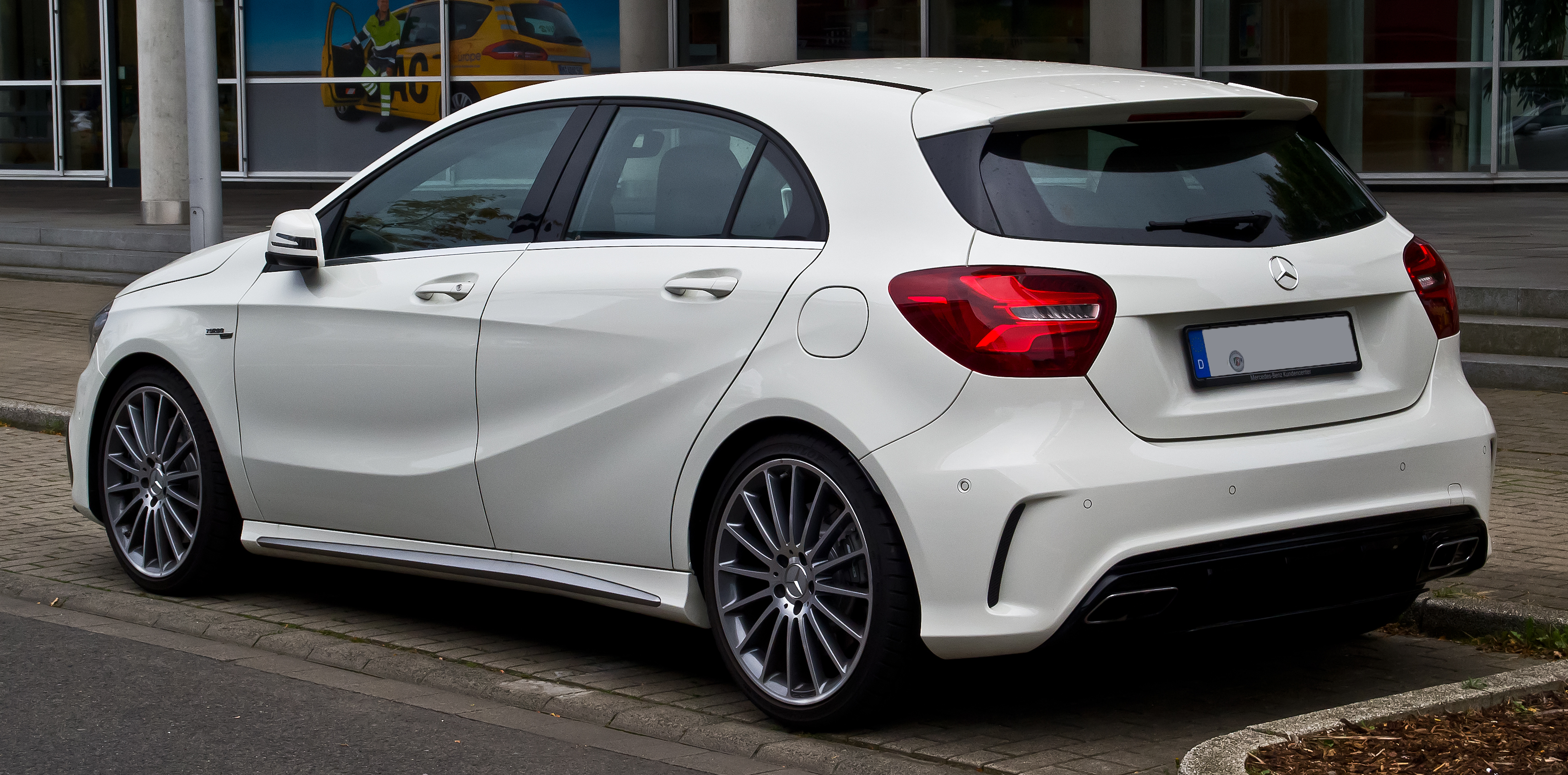
Heckansicht

## Modellpflege
Im Sommer 2015 wurde an der A-Klasse eine Modellpflege durchgeführt. Bestellstart für den überarbeiteten W 176 war der 3. Juli. Die Markteinführung in Deutschland erfolgte am 26. September 2015.
Im Rahmen der Modellpflege änderte sich die Bezeichnung der Modelle mit Dieselmotor. Statt des Kürzels CDI wurde ein "d" Bestandteil der Motorbezeichnung. Der A 45 AMG 4MATIC wurde in Mercedes-AMG A 45 4MATIC umbenannt.
Als schwächster Benzinmotor wurde der A 160 mit 75 kW (102 PS) angeboten. Die Leistung des A 250 Sport erhöhte sich auf 160 kW (218 PS) und die des A 45 4MATIC auf 280 kW (381 PS). Die Leistung des stärksten Dieselmotors A 220 d wurde auf 130 kW (177 PS) erhöht.
Statt der bisher erhältlichen Xenon-Scheinwerfer wurden LED-Scheinwerfer angeboten. Mit der Umstellung entfielen die als Intelligent Light System bezeichneten adaptiven Scheinwerfer mit Kurvenlichtfunktion. Erstmals war für die A-Klasse ein Fahrwerk mit adaptiver Verstelldämpfung erhältlich.

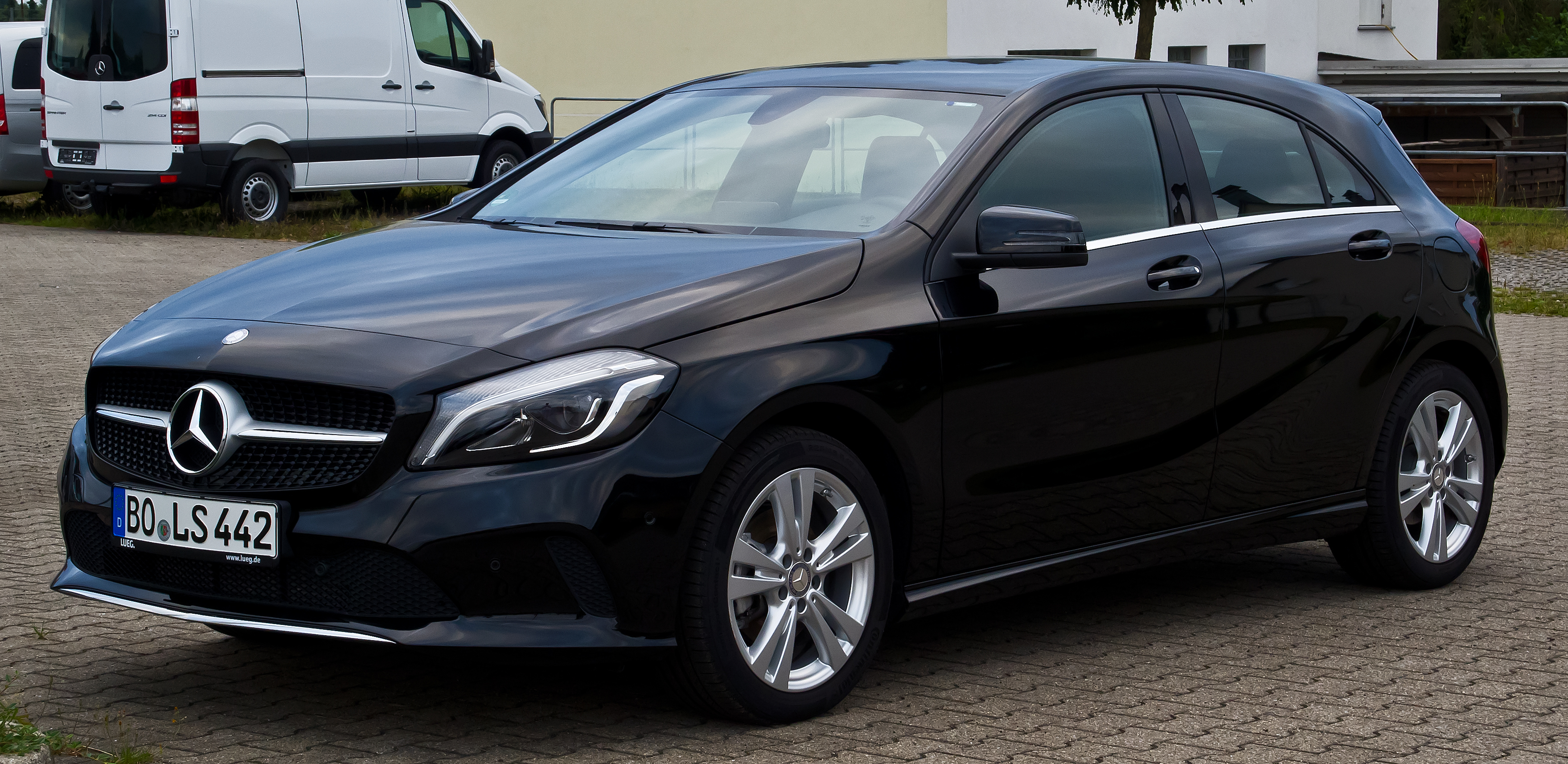
Mercedes-Benz A 180 Urban (2015–2018)
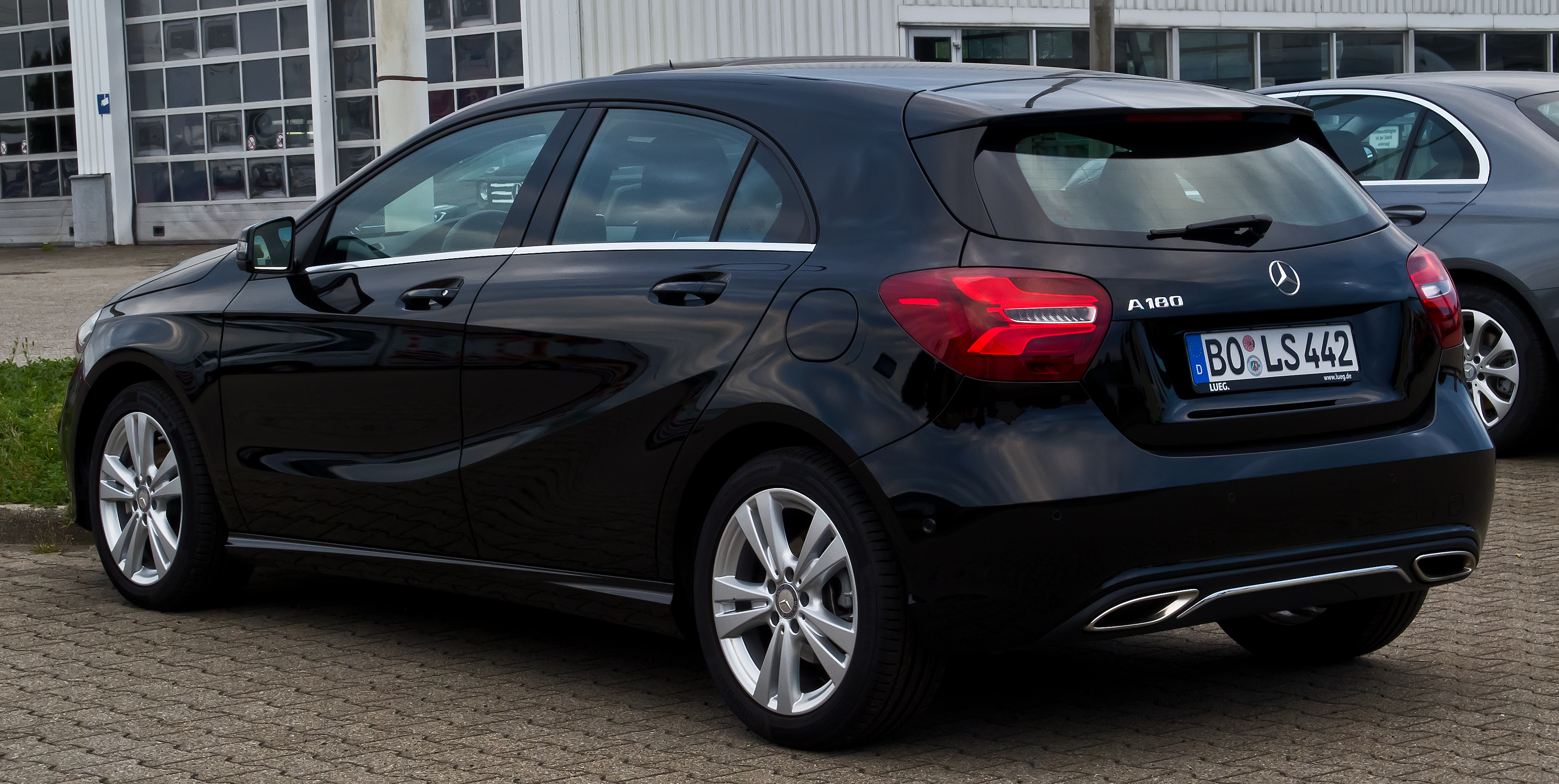
Heckansicht

## Technische Daten

### Motoren

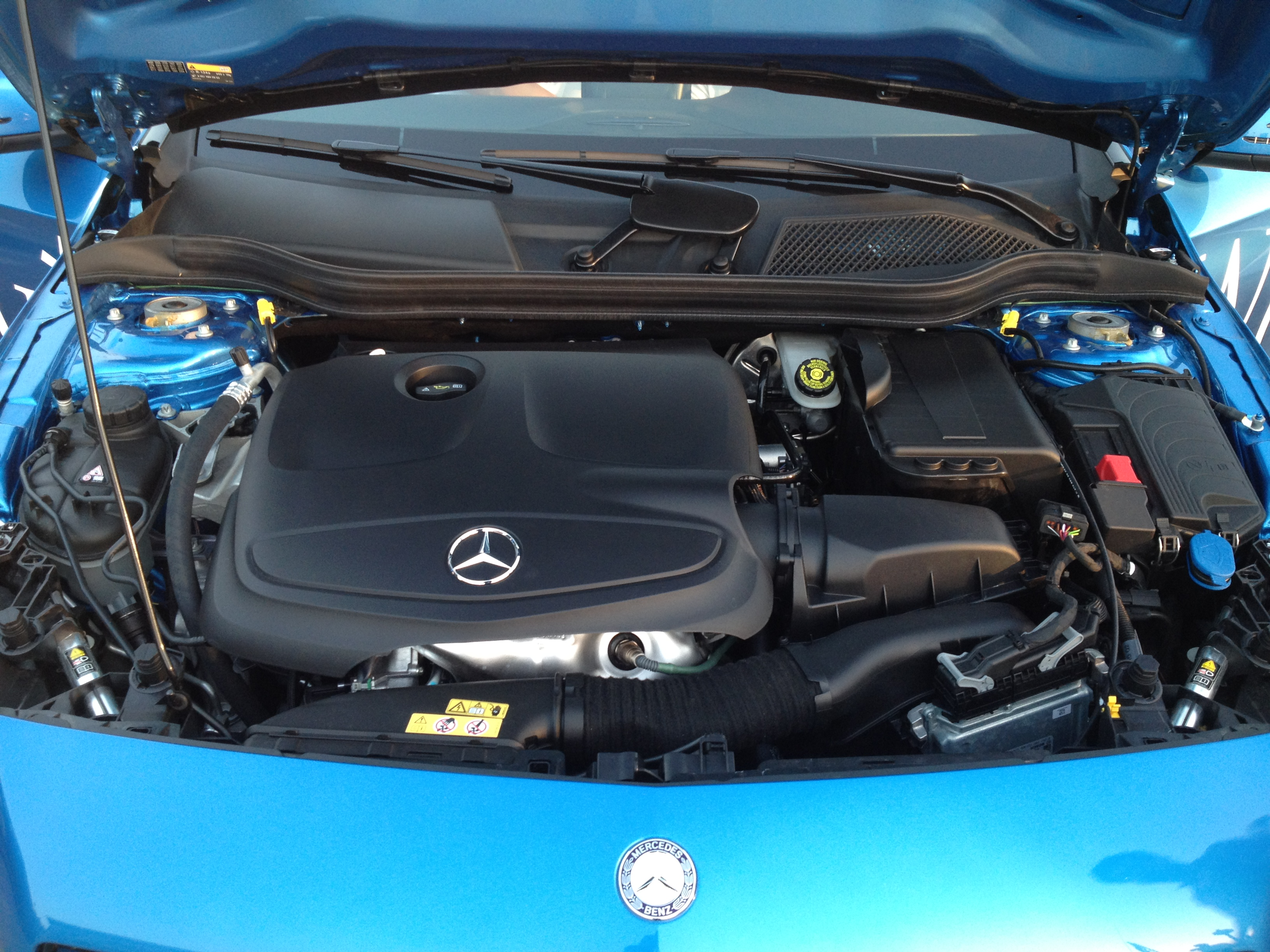
Blick in den Motorraum

In der A-Klasse kamen zur Markteinführung die bereits aus der B-Klasse bekannten Motoren OM 651 (Diesel) und M 270 (Benziner) zum Einsatz. Außerdem wurde erstmals ein aus der Kooperation mit Renault stammender Dieselmotor angeboten (OM 607). Dieser Motor wurde im A 180 CDI an ein Sechsgang-Schaltgetriebe geblockt.
Im A 180 CDI mit 7G-DCT war ein komplett anderer Motor aus der in Eigenregie entwickelten Baureihe OM 651 eingebaut. Diese Motoren verfügen alle über Direkteinspritzung und Turboaufladung. Sie decken ein Leistungsspektrum von 80 kW (109 PS) bis 155 kW (211 PS) ab.
Im März 2013 kamen zwei weitere Modellvarianten hinzu, der A 180 BlueEFFICIENCY Edition und der A 180 CDI BlueEFFICIENCY Edition, die beide in optimierten Versionen auf den Markt kamen. Bei diesen Modellen wurde die Karosserie aerodynamisch optimiert und das Fahrwerk um 15 mm abgesenkt. Ferner ist das Schaltgetriebe bei diesen Modellen in den oberen Gängen länger übersetzt.
Ab Juni 2013 wurde außerdem das Topmodell A 45 AMG angeboten. Die Leistungsausbeute beträgt 265 kW (360 PS) aus zwei Litern Hubraum. Auch war seitdem der allradgetriebene A 250 4MATIC erhältlich. Im September 2014 kam mit dem A 220 4MATIC ein weiteres allradgetriebenes Modell hinzu.
Im März 2014 wurde der Motor des A 200 CDI von 1,8 auf 2,1 Liter Hubraum vergrößert. Er ist seitdem wie auch der A 220 CDI als 4MATIC-Version erhältlich.
Ab Juli 2015 wurde der A 45 4MATIC in einer Modellpflege mit nun 280 kW (381 PS) angeboten.

#### Ottomotoren
| Kenngrößen                                  | A 160                                   | A 180 BlueEFFICIENCY Edition | A 180 (1)                                                           | A 200 (1)                                                           | A 220 4MATIC                            | A 250 (1) (2)                           | A 250 Sport                             | A 250 4MATIC                            | A 250 4MATIC Sport                      | A 250 Sport                             | A 250 4MATIC Sport                      | AMG A 45 4MATIC                         | AMG A 45 4MATIC                         |
| Bauzeitraum                                 | 09/2015 – 05/2018                       | 03/2013 – 05/2018            | 07/2012 – 05/2018                                                   | 07/2012 – 05/2018                                                   | 09/2014 – 05/2018                       | 07/2012 – 05/2018                       | 12/2012 – 09/2015                       | 06/2013 – 05/2018                       | 11/2013 – 09/2015                       | 09/2015 – 05/2018                       | 09/2015 – 05/2018                       | 06/2013 – 09/2015                       | 09/2015 – 05/2018                       |
| Motorkenndaten                              |                                         |                              |                                                                     |                                                                     |                                         |                                         |                                         |                                         |                                         |                                         |                                         |                                         |                                         |
| Motorbezeichnung*                           | M 270 DE 16 AL red.                     | M 270 DE 16 AL red.          | M 270 DE 16 AL red.                                                 | M 270 DE 16 AL                                                      | M 270 DE 20 AL                          | M 270 DE 20 AL                          | M 270 DE 20 AL                          | M 270 DE 20 AL                          | M 270 DE 20 AL                          | M 270 DE 20 AL                          | M 270 DE 20 AL                          | M 133 DE 20 AL                          | M 133 DE 20 AL                          |
| Motortyp                                    | R4-Ottomotor                            | R4-Ottomotor                 | R4-Ottomotor                                                        | R4-Ottomotor                                                        | R4-Ottomotor                            | R4-Ottomotor                            | R4-Ottomotor                            | R4-Ottomotor                            | R4-Ottomotor                            | R4-Ottomotor                            | R4-Ottomotor                            | R4-Ottomotor                            | R4-Ottomotor                            |
| Gemischaufbereitung                         | Direkteinspritzung                      | Direkteinspritzung           | Direkteinspritzung                                                  | Direkteinspritzung                                                  | Direkteinspritzung                      | Direkteinspritzung                      | Direkteinspritzung                      | Direkteinspritzung                      | Direkteinspritzung                      | Direkteinspritzung                      | Direkteinspritzung                      | Direkteinspritzung                      | Direkteinspritzung                      |
| Motoraufladung                              | Turbolader                              | Turbolader                   | Turbolader                                                          | Turbolader                                                          | Turbolader                              | Turbolader                              | Turbolader                              | Turbolader                              | Turbolader                              | Turbolader                              | Turbolader                              | Twin-Scroll-Turbo                       | Twin-Scroll-Turbo                       |
| Hubraum                                     | 1595 cm³                                | 1595 cm³                     | 1595 cm³                                                            | 1595 cm³                                                            | 1991 cm³                                | 1991 cm³                                | 1991 cm³                                | 1991 cm³                                | 1991 cm³                                | 1991 cm³                                | 1991 cm³                                | 1991 cm³                                | 1991 cm³                                |
| max. Leistung                               | 75 kW (102 PS) bei 4500–6000/min        | 90 kW (122 PS) bei 5000/min  | 90 kW (122 PS) bei 5000/min                                         | 115 kW (156 PS) bei 5300/min                                        | 135 kW (184 PS) bei 5500/min            | 155 kW (211 PS) bei 5500/min            | 155 kW (211 PS) bei 5500/min            | 155 kW (211 PS) bei 5500/min            | 155 kW (211 PS) bei 5500/min            | 160 kW (218 PS) bei 5500/min            | 160 kW (218 PS) bei 5500/min            | 265 kW (360 PS) bei 6000/min            | 280 kW (381 PS) bei 6000/min            |
| max. Drehmoment                             | 180 Nm bei 1250–3500/min                | 200 Nm bei 1250–4000/min     | 200 Nm bei 1250–4000/min                                            | 250 Nm bei 1250–4000/min                                            | 300 Nm bei 1200–4000/min                | 350 Nm bei 1200–4000/min                | 350 Nm bei 1200–4000/min                | 350 Nm bei 1200–4000/min                | 350 Nm bei 1200–4000/min                | 350 Nm bei 1200–4000/min                | 350 Nm bei 1200–4000/min                | 450 Nm bei 2250–5000/min                | 475 Nm bei 2250–5000/min                |
| Kraftübertragung                            |                                         |                              |                                                                     |                                                                     |                                         |                                         |                                         |                                         |                                         |                                         |                                         |                                         |                                         |
| Antrieb, serienmäßig                        | Vorderradantrieb                        | Vorderradantrieb             | Vorderradantrieb                                                    | Vorderradantrieb                                                    | Allradantrieb                           | Vorderradantrieb                        | Vorderradantrieb                        | Allradantrieb                           | Allradantrieb                           | Vorderradantrieb                        | Allradantrieb                           | Allradantrieb                           | Allradantrieb                           |
| Getriebe, serienmäßig                       | 6-Gang-Schaltgetriebe                   | 6-Gang-Schaltgetriebe        | 6-Gang-Schaltgetriebe                                               | 7-Gang-Doppelkupplungsgetriebe (7G-DCT)                             | 7-Gang-Doppelkupplungsgetriebe (7G-DCT) | 7-Gang-Doppelkupplungsgetriebe (7G-DCT) | 7-Gang-Doppelkupplungsgetriebe (7G-DCT) | 7-Gang-Doppelkupplungsgetriebe (7G-DCT) | 6-Gang-Schaltgetriebe                   | 7-Gang-Doppelkupplungsgetriebe (7G-DCT) | AMG SPEEDSHIFT DCT 7-Gang-Sportgetriebe | AMG SPEEDSHIFT DCT 7-Gang-Sportgetriebe | AMG SPEEDSHIFT DCT 7-Gang-Sportgetriebe |
| Getriebe, optional                          | 7-Gang-Doppelkupplungsgetriebe (7G-DCT) | –                            | 7-Gang-Doppelkupplungsgetriebe (7G-DCT)                             | –                                                                   | –                                       | –                                       | –                                       | –                                       | 7-Gang-Doppelkupplungsgetriebe (7G-DCT) | –                                       | –                                       | –                                       | –                                       |
| Messwerte                                   |                                         |                              |                                                                     |                                                                     |                                         |                                         |                                         |                                         |                                         |                                         |                                         |                                         |                                         |
| Höchstgeschwindigkeit                       | 190 km/h                                | 190 km/h                     | 202 km/h                                                            | 224 km/h                                                            | 228 km/h                                | 240 km/h                                | 240 km/h                                | 240 km/h                                | 240 km/h                                | 240 km/h                                | 240 km/h                                | 250 km/h [ 270 km/h ] (3)               | 250 km/h [ 270 km/h ] (3)               |
| Beschleunigung, 0–100 km/h                  | 10,6 s [ 10,4 s ]                       | 9,8 s (8,9 s) (4)            | 9,2 s (8,9 s) (4) [ 9,1 s (8,6 s) (4) ]                             | 8,4 s (8,1 s) (4) [ 8,3 s (7,8 s) (4) ]                             | 7,4 s (6,9 s) (4)                       | 6,6 s (6,5 s) (4)                       | 6,6 s                                   | 6,5 s (6,4 s) (4)                       | 6,5 s                                   | 6,4 s                                   | 6,3 s                                   | 4,6 s                                   | 4,2 s                                   |
| Kraftstoffverbrauch auf 100 km (kombiniert) | 5,4-5,6 l Super [ 5,1–5,4 l Super ]     | 5,2 l Super                  | 5,5–5,8 l (5,5-5,7 l) (4) Super [ 5,4–5,7 l (5,1-5,4 l) (4) Super ] | 5,5–5,8 l (5,5-5,7 l) (4) Super [ 5,4–5,7 l (5,1-5,4 l) (4) Super ] | 6,3 l Super                             | 5,9–6,0 l (6,6-6,7 l) (4) Super         | 6,0 l Super                             | 6,5–6,6 l Super                         | 6,6 l Super                             | 6,8 l Super                             | 6,6 l Super                             | 6,9–7,1 l Super plus                    | 6,9–7,3 l Super plus                    |
| CO2-Emission (kombiniert)                   | 124-128 g/km [ 119-126 g/km ]           | 120 g/km                     | 128–135 g/km (128-134 g/km) (4) [ 127–133 g/km (119-126 g/km) (4) ] | 128–135 g/km (128-134 g/km) (4) [ 127–133 g/km (119-126 g/km) (4) ] | 148 g/km                                | 138–140 g/km (151-154 g/km) (4)         | 140 g/km                                | 152–154 g/km                            | 154 g/km                                | 158 g/km                                | 154 g/km                                | 161–165 g/km                            | 162–171 g/km                            |
| Abgasnorm nach EU-Klassifikation            | Euro 6                                  | Euro 6                       | Euro 6                                                              | Euro 6                                                              | Euro 6                                  | Euro 6                                  | Euro 6                                  | Euro 6                                  | Euro 6                                  | Euro 6                                  | Euro 6                                  | Euro 6                                  | Euro 6                                  |

Werte in eckigen Klammern [ ] für Modelle mit Doppelkupplungsgetriebe
* Die Motorbezeichnung ist wie folgt verschlüsselt:
M = Motor (Otto), Baureihe = 3 stellig, DE = Direkteinspritzung, Hubraum = Deziliter (gerundet), L = Ladeluftkühlung, A = Abgasturbolader, red. = reduzierte(r) Leistung/Hubraum

#### Dieselmotoren
| Kenngrößen                                  | A 160 CDI                                   | A 160 d                                 | A 180 d BlueEFFICIENCY Edition (3) | A 180 d 1 (3)                                                   | A 180 CDI (1)                           | A 200 CDI (1)                           | A 200 d (3)                                                    | A 200 d 4MATIC (3)                                        | A 220 CDI (1)                           | A 220 CDI 4MATIC                        | A 220 d                                 | A 220 d 4MATIC                          |
| Bauzeitraum                                 | 09/2013 – 09/2015                           | 09/2015 – 05/2018                       | 03/2013 – 05/2018                  | 07/2012 – 05/2018                                               | 07/2012 – 10/2013                       | 07/2012 – 02/2014                       | 03/2014 – 05/2018                                              | 03/2014 – 05/2018                                         | 11/2012 – 09/2015                       | 03/2014 – 09/2015                       | 09/2015 – 05/2018                       | 09/2015 – 05/2018                       |
| Motorkenndaten                              |                                             |                                         |                                    |                                                                 |                                         |                                         |                                                                |                                                           |                                         |                                         |                                         |                                         |
| Motorbezeichnung*                           | OM 607 DE 15 LA                             | OM 607 DE 15 LA                         | OM 607 DE 15 LA                    | OM 607 DE 15 LA                                                 | OM 651 DE 18 LA red.                    | OM 651 DE 18 LA                         | OM 651 DE 22 LA red.                                           | OM 651 DE 22 LA red.                                      | OM 651 DE 22 LA                         | OM 651 DE 22 LA                         | OM 651 DE 22 LA                         | OM 651 DE 22 LA                         |
| Motortyp                                    | R4-Dieselmotor                              | R4-Dieselmotor                          | R4-Dieselmotor                     | R4-Dieselmotor                                                  | R4-Dieselmotor                          | R4-Dieselmotor                          | R4-Dieselmotor                                                 | R4-Dieselmotor                                            | R4-Dieselmotor                          | R4-Dieselmotor                          | R4-Dieselmotor                          | R4-Dieselmotor                          |
| Gemischaufbereitung                         | Common-Rail-Direkteinspritzung              | Common-Rail-Direkteinspritzung          | Common-Rail-Direkteinspritzung     | Common-Rail-Direkteinspritzung                                  | Common-Rail-Direkteinspritzung          | Common-Rail-Direkteinspritzung          | Common-Rail-Direkteinspritzung                                 | Common-Rail-Direkteinspritzung                            | Common-Rail-Direkteinspritzung          | Common-Rail-Direkteinspritzung          | Common-Rail-Direkteinspritzung          | Common-Rail-Direkteinspritzung          |
| Motoraufladung                              | Turbolader                                  | Turbolader                              | Turbolader                         | Turbolader                                                      | Turbolader                              | Turbolader                              | Turbolader                                                     | Turbolader                                                | Turbolader                              | Turbolader                              | Turbolader                              | Turbolader                              |
| Hubraum                                     | 1461 cm³                                    | 1461 cm³                                | 1461 cm³                           | 1461 cm³                                                        | 1796 cm³                                | 1796 cm³                                | 2143 cm³                                                       | 2143 cm³                                                  | 2143 cm³                                | 2143 cm³                                | 2143 cm³                                | 2143 cm³                                |
| max. Leistung                               | 66 kW (90 PS) bei 4000/min                  | 66 kW (90 PS) bei 2750–4000/min         | 80 kW (109 PS) bei 4000/min        | 80 kW (109 PS) bei 4000/min                                     | 80 kW (109 PS) bei 3200–4600/min        | 100 kW (136 PS) bei 3600–4400/min       | 100 kW (136 PS) bei 3400–4000/min (bei 3200–4000/min) (4)      | 100 kW (136 PS) bei 3400–4000/min (bei 3200–4000/min) (4) | 125 kW (170 PS) bei 3000–4200/min       | 125 kW (170 PS) bei 3000–4200/min       | 130 kW (177 PS) bei 3600–3800/min       | 130 kW (177 PS) bei 3600–3800/min       |
| max. Drehmoment                             | 220 Nm bei 1750–2750/min                    | 240 Nm bei 1700–2500/min                | 260 Nm bei 1750–2500/min           | 260 Nm bei 1750–2500/min                                        | 250 Nm bei 1400–2800/min                | 300 Nm bei 1600–3000/min                | 300 Nm bei 1400–3000/min                                       | 300 Nm bei 1400–3000/min                                  | 350 Nm bei 1600–3000/min                | 350 Nm bei 1600–3000/min                | 350 Nm bei 1400–3400/min                | 350 Nm bei 1400–3400/min                |
| Kraftübertragung                            |                                             |                                         |                                    |                                                                 |                                         |                                         |                                                                |                                                           |                                         |                                         |                                         |                                         |
| Antrieb, serienmäßig                        | Vorderradantrieb                            | Vorderradantrieb                        | Vorderradantrieb                   | Vorderradantrieb                                                | Vorderradantrieb                        | Vorderradantrieb                        | Vorderradantrieb                                               | Allradantrieb                                             | Vorderradantrieb                        | Allradantrieb                           | Vorderradantrieb                        | Allradantrieb                           |
| Getriebe, serienmäßig                       | 6-Gang-Schaltgetriebe                       | 6-Gang-Schaltgetriebe                   | 6-Gang-Schaltgetriebe              | 6-Gang-Schaltgetriebe                                           | 7-Gang-Doppelkupplungsgetriebe (7G-DCT) | 6-Gang-Schaltgetriebe                   | 6-Gang-Schaltgetriebe                                          | 7-Gang-Doppelkupplungsgetriebe (7G-DCT)                   | 7-Gang-Doppelkupplungsgetriebe (7G-DCT) | 7-Gang-Doppelkupplungsgetriebe (7G-DCT) | 7-Gang-Doppelkupplungsgetriebe (7G-DCT) | 7-Gang-Doppelkupplungsgetriebe (7G-DCT) |
| Getriebe, optional                          | 7-Gang-Doppelkupplungsgetriebe (7G-DCT) (2) | 7-Gang-Doppelkupplungsgetriebe (7G-DCT) | –                                  | 7-Gang-Doppelkupplungsgetriebe (7G-DCT) (2)                     | –                                       | 7-Gang-Doppelkupplungsgetriebe (7G-DCT) | 7-Gang-Doppelkupplungsgetriebe (7G-DCT)                        | –                                                         | –                                       | –                                       | –                                       | –                                       |
| Messwerte                                   |                                             |                                         |                                    |                                                                 |                                         |                                         |                                                                |                                                           |                                         |                                         |                                         |                                         |
| Höchstgeschwindigkeit                       | 180 km/h                                    | 180 km/h                                | 190 km/h                           | 190 km/h                                                        | 190 km/h                                | 210 km/h                                | 210 km/h                                                       | 210 km/h                                                  | 220 km/h                                | 217 km/h                                | 224 km/h                                | 220 km/h                                |
| Beschleunigung, 0–100 km/h                  | 13,8 s [14,1 s]                             | 13,8 s [13,6 s]                         | 11,3 s                             | 11,3 s [11,6 s] ([11,3 s]) (4)                                  | 10,6 s                                  | 9,3 s [9,2 s ] ([8,8 s]) (4)            | 9,3 s [9,2 s ] ([8,8 s]) (4)                                   | 9,2 s (8,8 s) 4                                           | 8,2 s                                   | 8,2 s                                   | 7,5 s                                   | 7,5 s                                   |
| Kraftstoffverbrauch auf 100 km (kombiniert) | 3,8–4,0 l Diesel [4,0–4,3 l Diesel]         | 3,7–4,1 l Diesel [3,7–3,9 l Diesel]     | 3,6 l Diesel (3,5 l Diesel) (4)    | 3,8–4,0 (3,7-4,1) (4) l Diesel [3,8–4,0 (3,7-3,9) (4) l Diesel] | 4,1–4,4 l Diesel                        | 4,3–4,6 l Diesel [4,1–4,4 l Diesel]     | 4,2–4,5 (4,1-4,5) (4)l Diesel [4,2–4,5 (3,8-4,1) (4) l Diesel] | 4,6–4,9 l Diesel                                          | 4,0–4,2 l Diesel                        | 4,6–4,9 l Diesel                        | 4,0–4,2 l Diesel                        | 4,6–4,9 l Diesel                        |
| CO2-Emission (kombiniert)                   | 98–105 g/km [ 103–111 g/km ]                | 98–107 g/km [ 98–104 g/km ]             | 92 g/km (89 g/km) (4)              | 98–105 (98-107) (4) g/km [ 98–105 (98-104) (4) g/km ]           | 109–116 g/km                            | 111–121 g/km [ 109–116 g/km ]           | 109–116 (106-116) (4) g/km [ 109–116 (99-108) (4) g/km ]       | 121–127 g/km                                              | 104–109 g/km                            | 125–127 g/km                            | 104–109 g/km                            | 121–127 g/km                            |
| Abgasnorm nach EU-Klassifikation            | Euro 5                                      | Euro 6                                  | Euro 5 (Euro 6) (4)                | Euro 5 (Euro 6) (4)                                             | Euro 5                                  | Euro 5                                  | Euro 6                                                         | Euro 6                                                    | Euro 6                                  | Euro 6                                  | Euro 6                                  | Euro 6                                  |

Werte in eckigen Klammern [ ] für Modelle mit Doppelkupplungsgetriebe
* Die Motorbezeichnung ist wie folgt verschlüsselt:
OM = Oelmotor (Diesel), Baureihe = 3 stellig, DE = Direkteinspritzung, Hubraum = Deziliter (gerundet), L = Ladeluftkühlung, A = Abgasturbolader, red. = reduzierte(r) Leistung/Hubraum

### Getriebe

#### Schaltgetriebe
Als Getriebe wurde bei den schwächeren Motorisierungen ein neu entwickeltes Sechsgang-Schaltgetriebe verwendet. Das Dreiwellengetriebe mit der Bezeichnung F-SG 310 ist mit einer Länge von 345 mm sehr kompakt und hat mit 46 kg ein niedriges Trockengewicht. Die obere Welle mit Rückwärtsgang und die Gänge drei und vier laufen nicht im Ölbad. Dadurch wird das Schleppmoment reduziert; der Schaltkomfort ist auch im Kaltbetrieb gegeben. Die ersten beiden Gänge werden über einen Dreifachkonus synchronisiert, die folgenden Gänge über einen Doppelkonus. Auch diese Maßnahmen steigern den Schaltkomfort. Ein Hallsensor erkennt an der Position eines Magneten auf der Schaltwelle die momentane Getriebestellung. Die in allen Modellen serienmäßige Start-Stopp-Automatik und die Rückfahrlichter werden hierdurch gesteuert. Gänge werden durch Seilzüge eingelegt, die Kupplung wird hydraulisch betätigt. Die Schaltgabeln wurden aus Aluguss gefertigt und sind im Getriebe wälzgelagert. Durch diese Lagerung werden die Schaltkräfte reduziert.

#### Doppelkupplungsgetriebe
Im Gegensatz zum Vorgängermodell wurde als Automatikgetriebe keine stufenlose Variante mehr verbaut, sondern ein selbst entwickeltes Doppelkupplungsgetriebe. Das 7G-DCT genannte Getriebe wurde serienmäßig in Fahrzeugen mit den jeweils leistungsstärksten Diesel- und Benzinmotoren verbaut und war gegen Aufpreis auch für alle anderen Motorisierungen erhältlich.
Es handelt sich um ein in zwei Teilhälften aufgeteiltes Dreiwellengetriebe. Die Teilgetriebe verfügen über je eine eigene, im Ölbad laufende Lamellenkupplung, wodurch ein Schaltvorgang ohne Zugkraftunterbrechung möglich ist. Die Spreizung der Gänge wurde mit 7,99 hoch gewählt, um bei niedrigen Gängen ausreichend Drehmoment zur Verfügung zu stellen und zugleich die Drehzahlen in den höheren Gängen abzusenken. Das 7G-DCT ist 367 mm lang und wiegt 86 kg.
Trotz einer Ölfüllmenge von nur 6 l Hydrauliköl ist eine ausreichende Kühlung gewährleistet, da das Öl aktiv gekühlt wird. Neben einer mechanisch angetriebenen Ölpumpe gibt es eine elektrische Zusatzpumpe, die das Getriebe während eines Stopp-Vorgangs bei ausgeschaltetem Motor mit Öl versorgt. Somit kann das Wiederanfahren ohne Verzögerung erfolgen, und die serienmäßige Start-Stopp-Funktion kann problemlos realisiert werden. Zudem wird die mechanische Pumpe durch die elektrische Zusatzpumpe bei hohen Lasten unterstützt. Die Hydraulik der mechanischen Parksperre wird elektronisch angesteuert, wodurch der Getriebewählhebel rechts hinter dem Lenkrad positioniert werden kann. Somit wurde in der Mittelkonsole weiterer Ablageraum geschaffen.
Der Fahrer kann drei Getriebeprogramme wählen. Das Programm Economy schaltet vollautomatisch und ist auf eine kraftstoffsparende Fahrweise ausgelegt. Im Modus Sport schaltet das Getriebe ebenfalls automatisch, wobei die Reaktionszeiten für eine sportliche Fahrweise verkürzt sind. Im dritten Modus schaltet der Fahrer die Gänge manuell über Schaltpaddel hinter dem Lenkrad. In den automatischen Schaltprogrammen kann der Fahrer ebenfalls manuelle Schalteingriffe vornehmen, wobei der automatische Modus nach 10 Sekunden ohne weitere Schaltbetätigungen wieder aktiviert wird. Diese Zeit wird bei Bergabfahrt oder auf kurvenreicher Strecke verlängert. Eine permanente Kommunikation zwischen Getriebe- und Motorsteuergerät sorgt für verbesserte Effizienz.

### Fahrwerk
An der Hinterachse kommt eine neu entwickelte Vierlenker-Hinterachse zum Einsatz. Neben einem verbesserten Fahrverhalten ermöglicht diese den späteren Einsatz des Allradantriebs 4MATIC. Zunächst werden nur Varianten, die über die Vorderräder angetrieben werden, angeboten. Es stehen Fahrwerksabstimmungen zur Auswahl, darunter das optionale Sportfahrwerk mit Direktlenkung. Die A-Klasse verfügt über eine Dual Pinion EPS, eine elektromechanische Lenkung mit einem direkt am Lenkgetriebe verbauten Elektromotor.

### Sicherheit
Die A-Klasse ist serienmäßig mit dem Collision Prevention Assist ausgestattet. Es handelt sich hierbei um eine radargestützte Kollisionswarnung mit adaptivem Bremsassistenten. Sie reduziert die Gefahr eines Auffahrunfalls durch optische und akustische Warnungen vor erkannten Hindernissen. Gleichzeitig bereitet sich der Bremsassistent auf die bevorstehende Bremsung vor, die eingeleitet wird, sobald der Fahrer das Bremspedal deutlich betätigt. Bleibt eine Reaktion des Fahrers aus so bremst das Fahrzeug autonom. (nur bei der Facelift Version)
Erstmals ist in der A-Klasse das aus den größeren Baureihen bekannte, präventive Insassenschutzsystem Pre-Safe verfügbar. Zur Serienausstattung gehören der Müdigkeitswarner Attention Assist, die Hold-Funktion der Bremse und die Berganfahrhilfe. Als Sonderausstattung erhältlich sind der Abstandsregeltempomat Distronic Plus, der adaptive Fernlicht-Assistent, ein Totwinkel- und Spurhalte-Assistent, eine Verkehrszeichenerkennung, ein Einparkassistent, die Sprachbedienung Linguatronic und eine Rückfahrkamera.

## Absatz
Innerhalb der ersten vier Wochen seit Bestellfreigabe wurden rund 40.000 Fahrzeuge bestellt. Bis Ende August lagen bereits über 50.000, Mitte November 90.000 Bestellungen vor. Ursprünglich sollte der W 176 nur im Mercedes-Benz-Werk Rastatt hergestellt werden. Aufgrund der die Erwartungen übertreffenden Nachfrage wird die A-Klasse seit Ende August 2013 zusätzlich vom finnischen Unternehmen Valmet Automotive produziert.
Zur offiziellen Markteinführung Mitte September zählte der Hersteller europaweit 700.000 Besucher, deutschlandweit über 400.000 Besucher und über 9500 Probefahrten innerhalb von zehn Stunden. In Frankreich verzeichnete das Unternehmen rund 60.000 Besucher. Damit gilt die Markteinführung dieses Fahrzeugs als erfolgreichste aller Zeiten.

## Auszeichnungen
Im Januar 2013 wurde die A-Klasse zum Lieblingsauto der Deutschen gewählt und erhielt die vom ADAC verliehene Auszeichnung Gelber Engel 2013. Sie konnte mehr Stimmen für sich verbuchen als der zweitplatzierte VW Golf VII. Zeitgleich wurde die Baureihe 176 auch zum Lieblingsauto der Schweizer 2013 gewählt. Dieser Preis wird von der Schweizer Illustrierten vergeben.

## Verwandte Modelle
Die modularen Frontantriebsarchitektur (MFA) von Daimler, auf der dieses Modell aufbaut, wird ebenfalls für die aktuellen Mercedes-Benz-Modelle GLA-Klasse, CLA-Klasse und B-Klasse sowie die Infiniti-Modelle Q30 und QX30 verwendet.